# Spiritualized
Spiritualized ist eine britische Rockband der 1990er-Jahre, die ursprünglich aus der Band Spacemen 3 hervorging. Mittlerweile hat sich die Band vielmehr als Soloprojekt von Jason Pierce etabliert, der für jedes Album andere Mitmusiker heranzieht. Musikalisch wird die Band den Stilrichtungen Space Rock, Shoegazing und Psychedelic Rock zugeordnet, wobei insbesondere die spirituellen Einflüsse entscheidend für den Klang der Band sind.

## Geschichte
Im Jahr 1990 wurde Spiritualized von den ehemaligen Spacemen 3-Mitgliedern Jason Pierce alias J Spaceman (Gesang), Mark Refoy (Gitarre), Will Carruthers (Bass) und Jonny Mattock (Schlagzeug) gegründet. Nach dem medienwirksamen Konflikt mit Peter Kember, dem zweiten kreativen Kopf hinter Spacemen 3, veröffentlichte Pierce mit der Band auf eigene Faust ein Cover des The-Troggs-Liedes "Anyway That You Want Me" unter dem Namen Spiritualized. Seine damalige Lebensgefährtin Kate Radley komplettierte als Keyboarderin und zweite Stimme schließlich die Besetzung.
Die beiden ersten Alben Lazer Guided Melodies (1992) und Pure Phase (1995) waren noch eindeutig von Shoegazing und Space-Rock-Attitüden geprägt. Bereits nach dem ersten Album verließen Carruthers, Refoy und Mattock die Band, woraufhin Pierce sich jeweils Ersatzmusiker suchte und für das zweite Album den Bandnamen auf "Spiritualized Electric Mainline" erweiterte. Kate Radley führte eine verdeckte Beziehung mit Richard Ashcroft und heiratete ihn schließlich 1995. So ließ sie Jason zwar zurück, blieb aber noch bis einschließlich der Aufnahmen für das dritte Album. Erst 1997 verließ sie offiziell und endgültig die Band.
Mit neuer Besetzung (Sean Cook – Bass, Mike Mooney – Gitarre, Damon Reece – Schlagzeug) nahm Pierce schließlich das erfolgreiche dritte Album Ladies and Gentlemen We Are Floating in Space auf. Geprägt vom Liebesverlust um die schöne Kate, gilt es als Meisterwerk aus Aggression und Melancholie. 1997 erreichte es Rang 4 der britischen Charts. Gospelchöre, Streicher- und Bläserorchester, der hypnotische Gesang von Jason Pierce und die ungewöhnliche Rhythmik verleihen dem Album das charakteristische Gewand aus Spiritualität, Soul und Psychedelia. Ihre größte Würdigung erhielt die Band, als sie 1997 schließlich in der Royal Albert Hall auftreten durfte. Jason Pierce sah den Bandnamen von nun an als Markenzeichen für einen bestimmten Musiktyp an, was seit dem dritten Album durch das "Registered Trademark"- Zeichen im Bandnamen symbolisiert wurde: Spiritualized®.
Dennoch warf Pierce 1999 das komplette Erfolgsteam aus der Band und begann im Alleingang mit den Aufnahmen zum vierten Album. Cook, Moony und Reece gründeten daraufhin die Band Lupine Howl. Mit seinem neu gegründeten Label "Spaceman" rückte schließlich die Bedeutung einer Gefolgsband zunehmend in den Hintergrund. Vielmehr nahm John Coxon (Spring Heel Jack) mit seinen Erfahrungen im Bereich der elektronischen Musik eine bedeutende Position beim Komponieren und Produzieren der Songs ein. Die beiden folgenden Veröffentlichungen von Spiritualized®, Let It Come Down (2001) und Amazing Grace (2003), waren nach wie vor im typischen Rockstil begleitet von Gospelchören und Orchestern. Zusätzlich erfuhren die Songs Einflüsse aus Elektropop und Country-Musik.
2005 ruhten die Aktivitäten der Band, da Jason Pierce an einer schweren Form der Lungenentzündung erkrankt war und zwei Wochen lang mit dem Tod rang. Unwissend bezüglich seines gesundheitlichen Zustandes hatte Pierce das Songwriting für das sechste Album bereits vor der Einlieferung ins Krankenhaus abgeschlossen. Zwischenzeitlich wurden 2006 in begrenzter Auflage J Spaceman Guitar Loops veröffentlicht. Dahinter verbargen sich Improvisationen von Jason Pierce mit John Coxon (dieser zählt zum aktuellen Line-Up der Band) und Ashley Wales, die im Rahmen der Proben für ein sechstes Album nach der Entlassung aus dem Krankenhaus entstanden. Die CD wird jedoch nicht als offizieller Release von Spiritualized® geführt. Der offizielle Nachfolger von Amazing Grace trägt den Titel Songs In A & E und ist 2008 erschienen.

## Diskografie

### Studioalben
| Jahr | Titel                                         | Höchstplatzierung, Gesamtwochen, AuszeichnungChartplatzierungen (Jahr, Titel, Platzierungen, Wochen, Auszeichnungen, Anmerkungen) | Höchstplatzierung, Gesamtwochen, AuszeichnungChartplatzierungen (Jahr, Titel, Platzierungen, Wochen, Auszeichnungen, Anmerkungen) | Höchstplatzierung, Gesamtwochen, AuszeichnungChartplatzierungen (Jahr, Titel, Platzierungen, Wochen, Auszeichnungen, Anmerkungen) | Höchstplatzierung, Gesamtwochen, AuszeichnungChartplatzierungen (Jahr, Titel, Platzierungen, Wochen, Auszeichnungen, Anmerkungen) | Höchstplatzierung, Gesamtwochen, AuszeichnungChartplatzierungen (Jahr, Titel, Platzierungen, Wochen, Auszeichnungen, Anmerkungen) | Anmerkungen                                   |
| Jahr | Titel                                         | DE | AT | CH | UK | US | Anmerkungen                                   |
| ---- | --------------------------------------------- | --- | --- | --- | --- | --- | --------------------------------------------- |
| 1992 | Lazer Guided Melodies                         | — | — | — | UK27 (3 Wo.)UK | — | 1992: Platz 27 / 2 Wo. 2021: Platz 60 / 1 Wo. |
| 1995 | Pure Phase                                    | — | — | — | UK20 (4 Wo.)UK | — |                                               |
| 1997 | Ladies and Gentlemen We Are Floating in Space | — | — | — | UK4 Gold · (25 Wo.)UK | — |                                               |
| 2001 | Let It Come Down                              | — | — | — | UK3 Silber · (5 Wo.)UK | US133 (1 Wo.)US |                                               |
| 2003 | Amazing Grace                                 | — | — | — | UK25 (2 Wo.)UK | — |                                               |
| 2008 | Songs In A&E                                  | — | — | — | UK15 (2 Wo.)UK | US157 (1 Wo.)US |                                               |
| 2012 | Sweet Heart Sweet Light                       | — | — | — | UK19 (2 Wo.)UK | US60 (2 Wo.)US |                                               |
| 2018 | And Nothing Hurt                              | DE60 (1 Wo.)DE | AT53 (1 Wo.)AT | CH92 (1 Wo.)CH | UK11 (2 Wo.)UK | — |                                               |
| 2022 | Everything Was Beautiful                      | DE50 (1 Wo.)DE | — | CH20 (1 Wo.)CH | UK5 (1 Wo.)UK | — |                                               |

### Livealben
| Jahr | Titel                                          | Höchstplatzierung, Gesamtwochen, AuszeichnungChartsChartplatzierungen (Jahr, Titel, Platzierungen, Wochen, Auszeichnungen, Anmerkungen) | Anmerkungen |
| Jahr | Titel                                          | UK | Anmerkungen |
| ---- | ---------------------------------------------- | --- | ----------- |
| 1997 | Live at the Royal Albert Hall October 10, 1997 | UK38 (2 Wo.)UK |             |

Weitere Livealben
- 1993: Fucked Up Inside

### Kompilationen
| Jahr | Titel                     | Höchstplatzierung, Gesamtwochen, AuszeichnungChartsChartplatzierungen (Jahr, Titel, Platzierungen, Wochen, Auszeichnungen, Anmerkungen) | Anmerkungen |
| Jahr | Titel                     | UK | Anmerkungen |
| ---- | ------------------------- | --- | ----------- |
| 2003 | The Complete Works Vol. 1 | UK81 (1 Wo.)UK |             |

Weitere Kompilationen
- 2004: The Complete Works Vol. 2
- 2006: J Spaceman Guitar Loops

### EPs
| Jahr | Titel             | Höchstplatzierung, Gesamtwochen, AuszeichnungChartsChartplatzierungen (Jahr, Titel, Platzierungen, Wochen, Auszeichnungen, Anmerkungen) | Anmerkungen |
| Jahr | Titel             | UK | Anmerkungen |
| ---- | ----------------- | --- | ----------- |
| 1992 | Medication        | UK55 (1 Wo.)UK |             |
| 1993 | Electric Mainline | UK49 (1 Wo.)UK |             |
| 1998 | Abbey Road        | UK39 (2 Wo.)UK |             |

### Singles
| Jahr | Titel Album                                                       | Höchstplatzierung, Gesamtwochen, AuszeichnungChartsChartplatzierungen (Jahr, Titel, Album, Platzierungen, Wochen, Auszeichnungen, Anmerkungen) | Anmerkungen |
| Jahr | Titel Album                                                       | UK | Anmerkungen |
| ---- | ----------------------------------------------------------------- | --- | ----------- |
| 1990 | Anyway That You Want Me –                                         | UK75 (3 Wo.)UK |             |
| 1991 | Run From Love Lazer Guided Melodies                               | UK59 (1 Wo.)UK |             |
| 1997 | Electricity Ladies and Gentlemen We Are Floating in Space         | UK32 (2 Wo.)UK |             |
| 1997 | I Think I’m In Love Ladies and Gentlemen We Are Floating in Space | UK27 (2 Wo.)UK |             |
| 2001 | Stop Your Crying Let It Come Down                                 | UK18 (4 Wo.)UK |             |
| 2001 | Out Of Sight Let It Come Down                                     | UK65 (1 Wo.)UK |             |
| 2002 | Do It All Over Again Let It Come Down                             | UK31 (2 Wo.)UK |             |
| 2003 | She Kissed Me (It Felt Like A Hit) Amazing Grace                  | UK38 (2 Wo.)UK |             |
| 2008 | Soul on Fire Songs In A&E                                         | UK80 (1 Wo.)UK |             |

Weitere Singles
- 1991: Feel So Sad
- 1991: Smile/Sway
- 1992: I Want You
- 1995: Let It Flow
- 1995: Lay Back In The Sun
- 1997: Come Together
- 2004: Cheapster